# Eduardo Frei Ruiz-Tagle
Eduardo Alfredo Juan Bernardo Frei Ruiz-Tagle (Santiago, 24 de junio de 1942) es un ingeniero civil, empresario y político chileno, miembro del Partido Demócrata Cristiano (PDC). Se desempeñó como presidente de la República en el periodo comprendido entre 1994 y 2000 y, luego senador ejerciendo la presidencia de la corporación entre 2006 y 2008. Es el cuarto hijo de los siete que tuvo el abogado y político Eduardo Frei Montalva, también demócrata cristiano y que gobernó Chile entre 1964 y 1970, con su cónyuge María Ruiz-Tagle Jiménez.
Su mandato presidencial tuvo como sello la profundización del modelo de regionalismo abierto, el cual consiguió estrechar las relaciones internacionales en el plano económico con una gran cantidad de países. De esta forma, Chile logró ingresar como miembro asociado al Mercado Común del Sur (Mercosur) y dio inicio a negociaciones que en el siguiente Gobierno llevarían a la firma de sendos tratados de libre comercio con países como los Estados Unidos y China, y economías como la de la Unión Europea (UE) y la de la Asociación Europea de Libre Comercio (AELC).
Su administración —la segunda tras el fin de la dictadura militar del general Augusto Pinochet (1973-1990)— también estuvo marcada por el crecimiento de la economía en particular en los primeros cuatro años de su mandato, avances en infraestructura por medio de la asociación del Estado con privados, desarrollo de la reforma educacional y el inicio de una histórica modificación al sistema procesal penal. Del mismo modo, ella supuso el comienzo de una era marcada por las denuncias de corrupción, la cual tendría su cenit en los gobiernos de sus sucesores.
Posteriormente, en el marco de la elección presidencial de 2009, fue el candidato presidencial de la oficialista Concertación de Partidos por la Democracia; con poco más de dos millones de votos, logró pasar a segunda vuelta contra el empresario de Renovación Nacional (RN) Sebastián Piñera, pero en dicha instancia solo consiguió reunir un 48,39 % de las preferencias. La derrota fue la primera de la coalición de centroizquierda en una justa presidencial desde su creación a fines de los años 1980.

## Familia y estudios

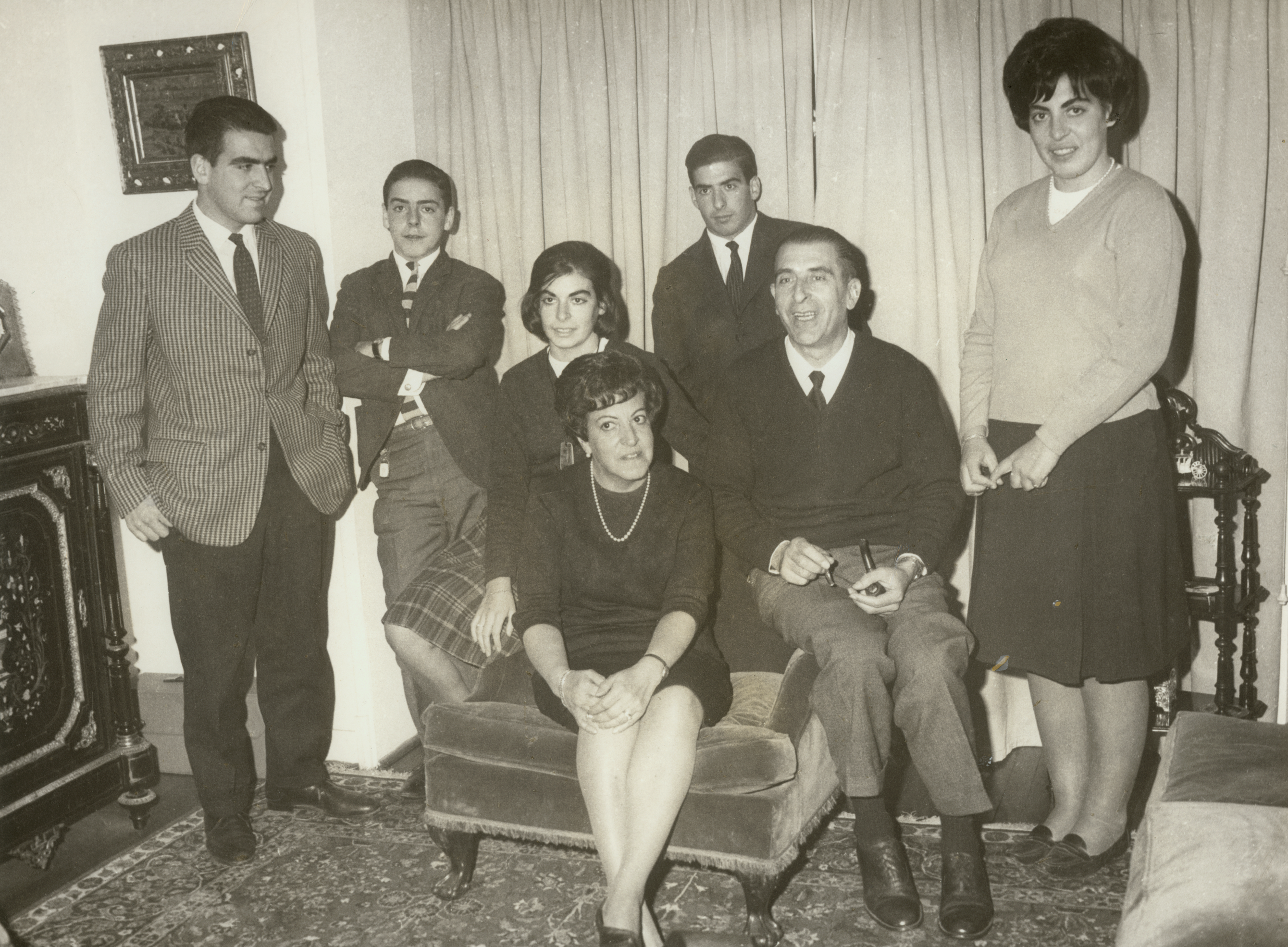
Frei Ruiz-Tagle (primero a la izquierda) junto a su padre y madre (sentados) y hermanos en 1964.

Nació en Santiago de Chile el 24 de junio de 1942, siendo el cuarto de los siete hijos del abogado y político Eduardo Frei Montalva, quien fuera, entre otros cargos, presidente de Chile entre 1964 y 1970, y María Ruiz-Tagle Jiménez, quien fuera primera dama en su administración. Dentro de sus hermanos se destaca la educadora de párvulos y también política Carmen Frei Ruiz-Tagle, quien fuera regidora de Santiago (1971-1973) y senadora por dos periodos legislativos consecutivos (1990-2006), se casó con otro político, Eugenio Ortega Riquelme, quien fuera diputado entre 1994 y 1994 y, posteriormente, en el marco del primer gobierno de la presidenta Michelle Bachelet, embajador de Chile en Canadá, siendo cuñado de Frei Ruiz-Tagle. Es además, sobrino de Irene Frei, dirigenta política y primo de Arturo Frei Bolívar, quien fuera diputado (en dos periodos legislativos consecutivos entre 1969 y 1973) y senador (entre 1990 y 1998).

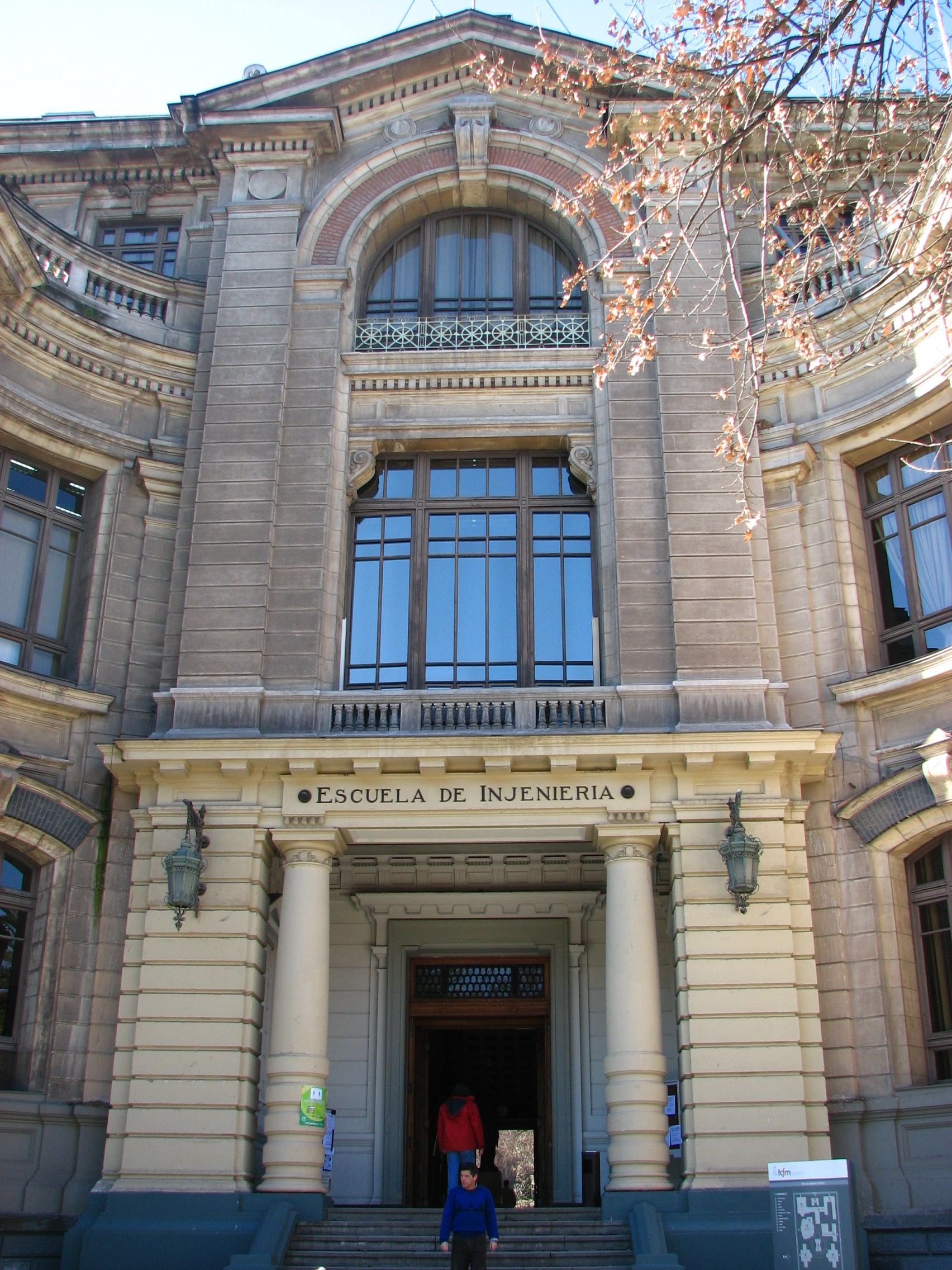
Edificio de la Facultad de Ciencias Físicas y Matemáticas de la Universidad de Chile en Santiago, lugar donde se formó profesionalmente Eduardo Frei Ruiz-Tagle.

Realizó sus estudios primarios y secundarios en el Instituto de Humanidades Luis Campino de la capital chilena, establecimiento educacional perteneciente al Arzobispado de Santiago que se ubica en la comuna de Providencia, la cual acoge a sectores de clase media alta de la ciudad. En este mismo recinto educacional su padre había sido alumno y profesor.
Finalizada su etapa escolar, en 1958 ingresó a la Facultad de Ciencias Físicas y Matemáticas de la Universidad de Chile, donde se recibió de ingeniero civil con mención en hidráulica, decisión que estuvo muy marcada por la influencia que ejerció su profesor Francisco Javier Domínguez.
Durante su etapa universitaria se desempeñó como dirigente estudiantil, específicamente como delegado de la Federación de Estudiantes de la Universidad de Chile (FECh). Entre 1967 y 1968, en tanto, residió en Italia, donde hizo una práctica profesional en la empresa Snam Proietti SpA, en Milán, ciudad donde se especializó en administración y técnicas de gestión, tocándole participar en obras como la Autopista de las Flores y en el Ente Nazionale de Idrocarburos (ENI).

### Matrimonio e hijos
En 1965, conoció a la orientadora familiar y juvenil curicana Marta Larraechea —egresada del Instituto Profesional Carlos Casanueva—, hija de Vasco de Larraechea Herrera y de Victoria Bolívar Le Fort, con quien se casó en Santiago el 30 de noviembre de 1967, y tuvo cuatro hijas: Verónica, Cecilia, Magdalena y Catalina.

## Actividad profesional y empresarial
De nuevo en Chile, el 5 de mayo de 1969 ingresó al sector privado, específicamente a la empresa de ingeniería Sigdo Koppers S.A., en la que ejercería su profesión alejado de la actividad política, pese a que su padre era a la sazón presidente del país. Esta firma había sido creada en 1958 de la unión de Julio Donoso y Cía. con Sigma Ltda., que dos años después se asociaría con la estadounidense Koppers Co. Inc., de Pittsburgh. Allí partió como ingeniero del Departamento de Estudios, donde le correspondió coordinar obras, estudiar propuestas y estimar presupuestos, entre otras diversas actividades. Luego participó en la ejecución de varios proyectos industriales, como la planta de aceros especiales, de Indac, y el proyecto de la planta de molibdenita y renio, de San Antonio, en el sector costero de la zona central de Chile. Durante dos años se desempeñó como gerente de la planta de pellets de la filial Sigdo Exportaciones.
Tiempo después, en 1974, junto a once ejecutivos de la firma, adquirió a la estatal Compañía de Acero del Pacífico (CAP) parte de la propiedad. Los doce socios tendrían partes iguales; todos hipotecaron sus casas y vendieron sus automóviles para poder garantizar el pago, y en la empresa definieron su participación en las obras que realizaba como muy fluida, ya que "establecía relaciones y solucionaba problemas con facilidad".
Con el propósito de dedicarse exclusivamente a la política, en julio de 1987 se retiró de ella, tras vender su participación de 12 % a la compañía en 650 millones de pesos chilenos de la época. En lo sucesivo su patrimonio sería administrado por su hermano Francisco Javier, economista y correligionario en el PDC con estudios en las universidades de Chile y de Chicago (Estados Unidos), a través de Inversiones Saturno, sociedad creada en octubre de 1988 por los abogados Juan Esteban Correa y Alberto Coddou, este último asesor histórico de Frei Ruiz-Tagle en sus negocios. Dos meses después, la sociedad —a la que todavía no entraba Frei Ruiz-Tagle en forma directa— aumentó su capital de un millón de pesos a 450 millones de pesos, capital proveniente de los recursos aportados por el resto de los socios del grupo al accionista saliente.
En el presente la sociedad maneja activos por unos US$ 4,0 a 5,0 millones, concentrados básicamente en depósitos a plazo e inversiones inmobiliarias. En la lista figura la residencia de calle Hindenburg 683, en Providencia, que Frei Ruiz-Tagle adquirió a su familia tras la muerte de su padre, su anterior propietario, y que de forma posterior fue transformada en la Casa Museo Eduardo Frei Montalva.

## Carrera política

### Primeros pasos
Se incorporó a la política siendo aún un adolescente; en 1958 se inscribió en el Partido Demócrata Cristiano (PDC), tienda en el cual participaba su padre, quien fuera uno de sus miembros fundadores el año anterior. No obstante, ya en 1949, siendo niño, lo había acompañado con ocasión de la campaña senatorial por la 2.ª Agrupación Provincial de Atacama y Coquimbo. Seis años después, en 1964, lo apoyó activamente en la campaña presidencial, oportunidad en la que resultó elegido mandatario por mayoría absoluta (56,09 %, con 1.409.012 votos).
En 1982, a la muerte de su padre, creó la Fundación Eduardo Frei Montalva, de la cual ejerció como su presidente hasta abril de 1993. Ese periodo marcó su ingreso a la vida pública nacional. Meses más tarde, después del sorpresivo deceso de éste, a causa de una septicemia, sus futuros ministros de Estado Carlos Figueroa y Genaro Arriagada lo invitaron a participar en el directorio de Radio Cooperativa, en ese momento muy cerca de la quiebra. A ella llegó junto a otro amigo esta vez de juventud, Edmundo Pérez Yoma, hijo del exsecretario de Interior de su padre, Edmundo Pérez Zujovic.
Durante la dictadura militar del general Augusto Pinochet impulsó el «Comité Pro Elecciones Libres» y participó activamente en la campaña del «No» para el plebiscito nacional de 1988. Tras el triunfo de esa opción y consecuente fin de la dictadura, en 1989 fue nominado candidato a senador por Santiago Oriente, por el periodo legislativo 1990-1998, obteniendo la primera mayoría nacional en las elecciones parlamentarias de ese año. En su gestión en la cámara alta, integró las integró y presidió la Comisión Permanente de Hacienda y Presupuesto y la de Vivienda y Urbanismo. Por otro lado, a nivel partidista, entre noviembre de 1991 y 1993, fue presidente de su colectividad, tras resultar electo con más del 70 % de los votos.

### Presidencia (1994-2000)

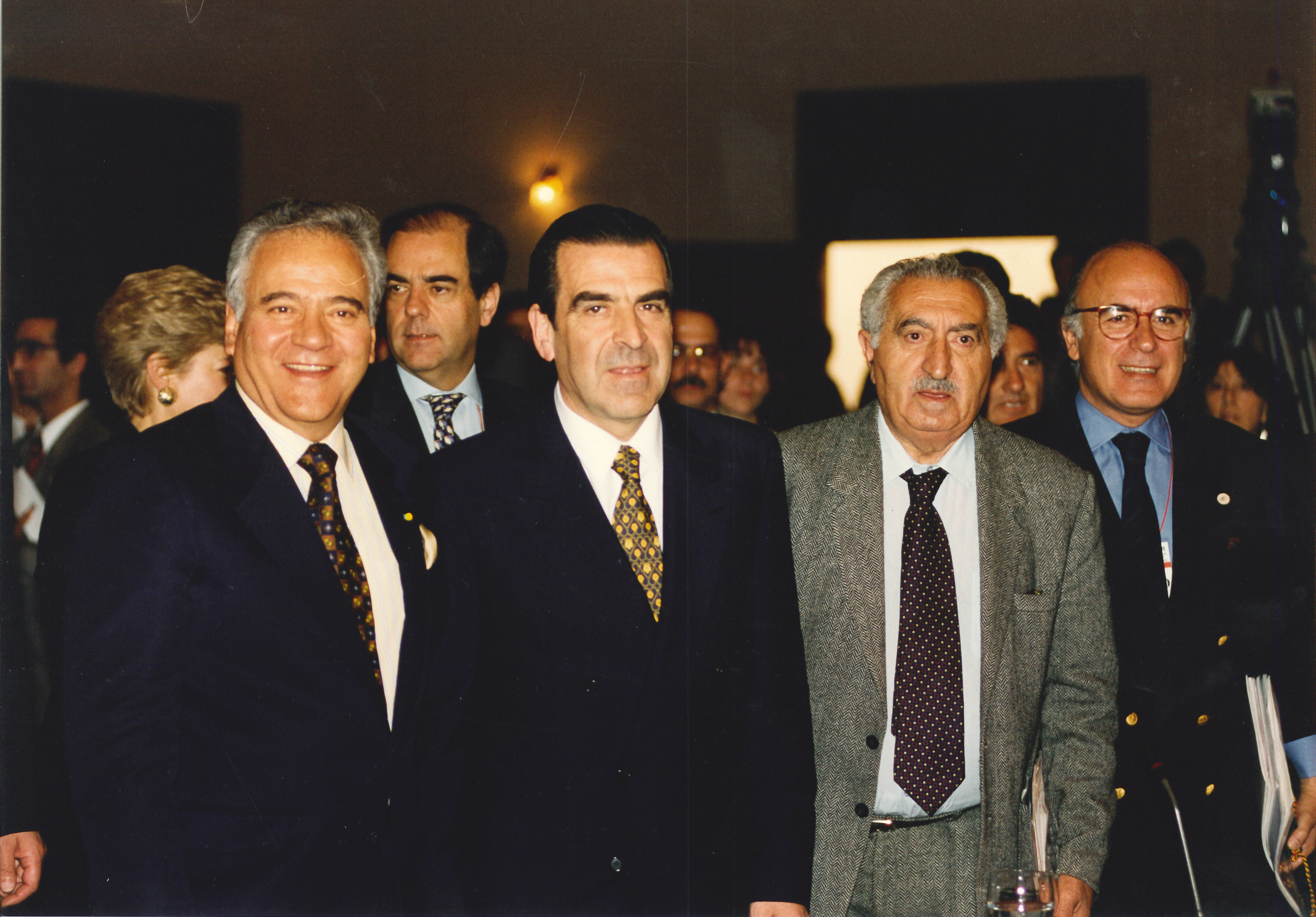
Frei Ruiz-Tagle (al centro) junto a miembros del comando de su campaña presidencial en 1993.

En elecciones primarias realizadas el 23 de mayo de 1993, entre adherentes y militantes de los partidos que conformaban el conglomerado denominado Concertación de Partidos por la Democracia, fue elegido como candidato a la presidencia de la República; en ellas se impuso con un 60,7 % sobre el socialista Ricardo Lagos, exministro de Educación y firme opositor a la dictadura militar, que obtuvo un 39,2 %.
En las elecciones presidenciales de diciembre se presentaron seis candidatos, siendo elegido con el 57,98 % de los votos (4 040 497, siendo el primero en superar la barrera de los cuatro millones). La segunda votación la obtuvo el centroderechista Arturo Alessandri Besa —nieto del dos veces presidente Arturo Alessandri Palma— (con el 24,41 % de los votos), la tercera el economista José Piñera Echeñique —quien fuera ministro de Estado de Pinochet— (con el 6,18% de los votos), la cuarta el también economista Manfred Max Neef (con el 5,55% de los votos), la quinta el sacerdote Eugenio Pizarro Poblete (con el 4,70% de los votos) y la sexta el empresario Cristián Reitze Campos (con el 1,17% de los votos). A pesar de que a la fecha de la elección (en diciembre de 1993) la Constitución Política de 1980 establecía que el periodo presidencial correspondía a ocho años, una vez electo pero antes de entrar en funciones, se dictó la ley de reforma constitucional n.° 19.295 (publicada el 4 de marzo de 1994, siete días antes de que Frei entrara en funciones) que cambió el periodo presidencial, disminuyendo su duración a seis años.
El 11 de marzo de 1994, asumió la máxima magistratura, recibiendo la banda presidencial de manos del presidente del Senado, Gabriel Valdés Subercaseaux —quien fuera ministro de Relaciones Exteriores durante todo el gobierno de Frei Montalva—, y sucediendo a su camarada Patricio Aylwin.

#### Programa de Gobierno

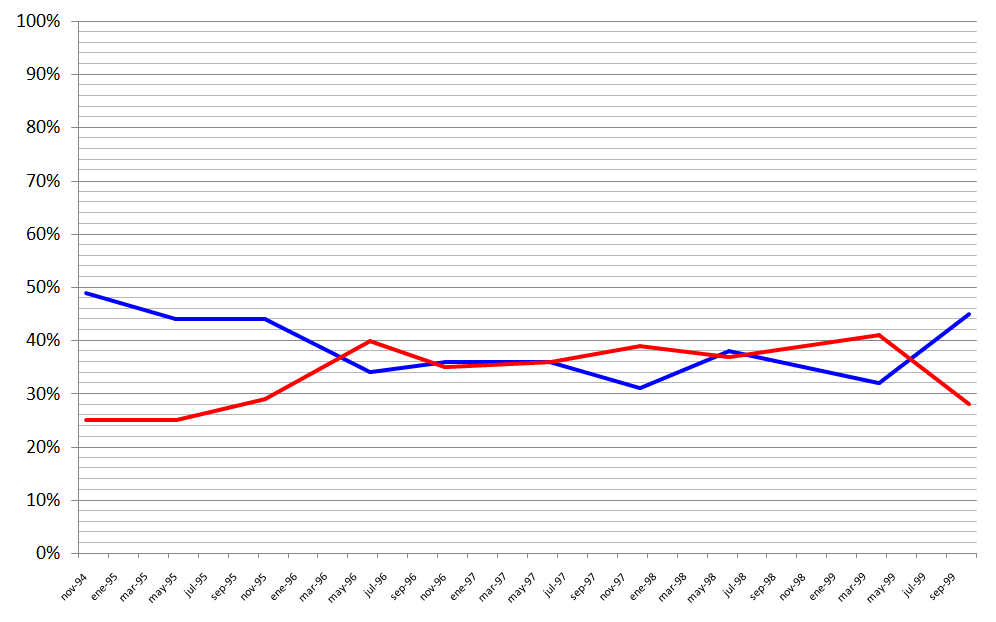
Niveles de aprobación (azul) y desaprobación (rojo) de Frei Ruiz-Tagle, según la encuesta CEP.

Según su primer discurso ante el Congreso Pleno, el cual tuvo lugar el 21 de mayo de 1994, su administración apuntaba a cumplir con seis "Grandes Tareas Nacionales", las cuales, en su opinión, el país tenía la oportunidad "histórica" de conseguir. A grandes líneas éstas eran: consolidar el desarrollo económico, continuando la senda seguida para lograr "desarrollo con equidad"; "superar las formas extremas de pobreza"; modernizar las relaciones laborales; construir un sistema educacional moderno; confeccionar un sistema de salud eficiente y equitativo; y profundizar la "inserción internacional" del Chile.
En la primera propuesta, que serviría de base para la consecución de las cuatro siguientes, destacaba la lucha inflexible contra la inflación, la austeridad y el incremento del ahorro, un crecimiento alto y sostenido, incremento de los salarios reales, acrecentamiento del consumo de las familias de menores ingresos y la profundización de la apertura comercial y de los niveles de competitividad.
La última tarea, en tanto, se sostenía en el "respeto intransable al derecho internacional", dentro de lo que denominó "una diplomacia para el desarrollo". Asimismo, destacaba la profundización de la internacionalización de la economía chilena, concretando acuerdos y alianzas; la participación del país en iniciativas "tendientes a lograr la paz, la extensión de la democracia y del respeto de los derechos humanos, y el desarrollo de la equidad social en el sistema internacional", buscando una "inserción múltiple y equilibrada en el mundo".

#### Conducción económica

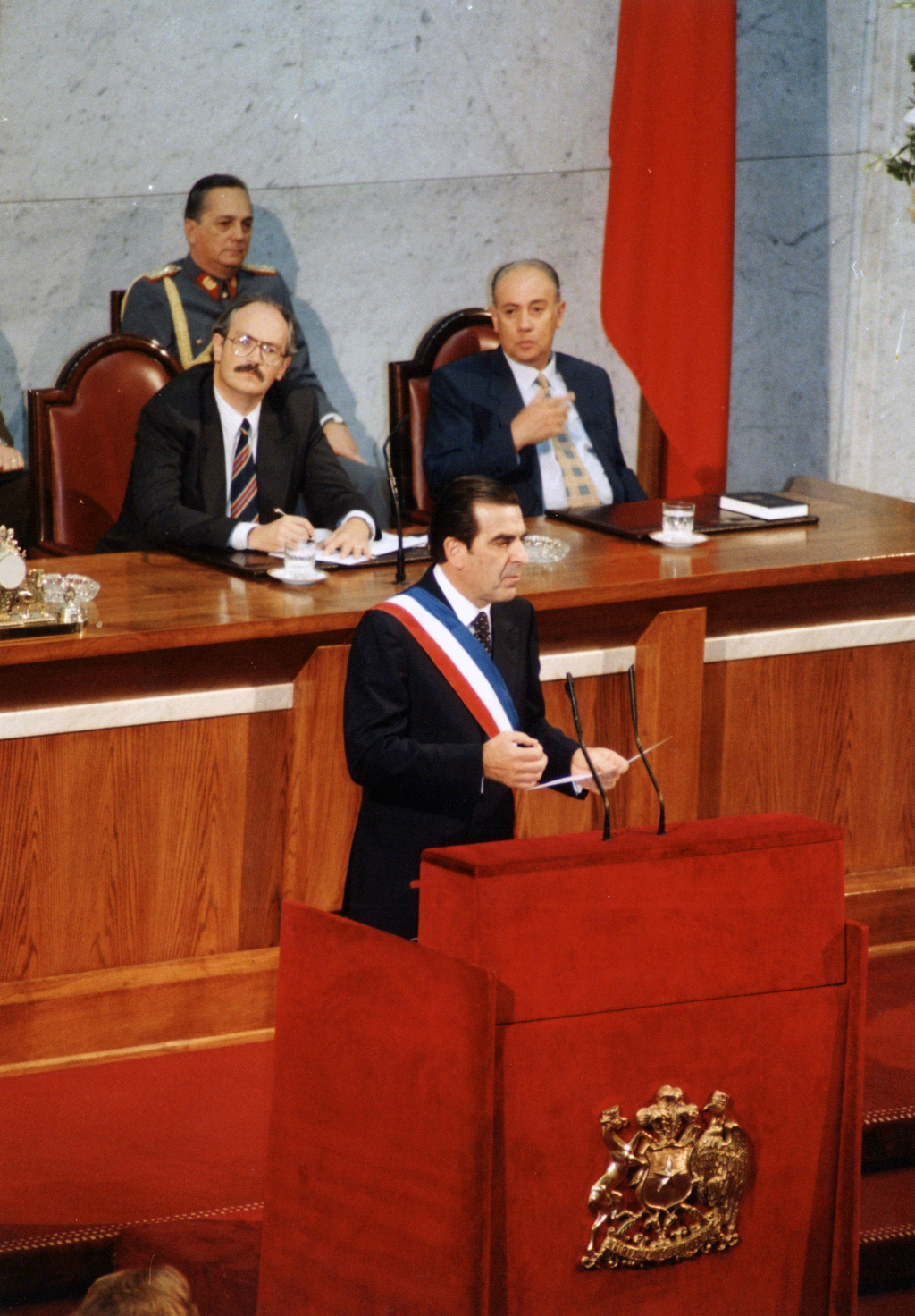
Eduardo Frei Ruiz-Tagle (al centro) durante su discurso ante el Congreso Pleno, en 1995.

Visto desde el punto estrictamente cuantitativo, su mandato cumplió con el objetivo de expandir la economía, en particular en los cuatro primeros años de su periodo, lapso en que el producto interno bruto (PIB) avanzó a tasas promedio de 7,8 %. En 1998, esa situación cambió bruscamente, por cuanto el PIB creció solo un 3,23% en pesos de 1996 según la llamada serie original que publica el Banco Central. La desaceleración, propiciada por la caída de las exportaciones como consecuencia de la crisis financiera asiática, fue acentuada por un fuerte proceso de ajuste interno, con altas tasas de interés.
A raíz de este episodio, la economía se contrajo un 0,76 % en 1999. Cuatro trimestres de actividad en rojo habían puesto al país enfrentado técnicamente a su primera recesión desde comienzos de la década de 1980, en plena dictadura militar.
Al margen de los cuestionamientos al manejo de su ministro de Hacienda, el también demócrata cristiano Eduardo Aninat, y a su camarada en el autónomo Banco Central, Carlos Massad, sin duda la cara más amarga de la crisis estuvo en el aumento explosivo del desempleo nacional, que llegó a pasar la barrera de los dos dígitos en mayo de 1999 con 10,10 %, afectando a miles de chilenos directa o indirectamente.
Este cuadro recesivo tuvo como telón de fondo una severa crisis energética, derivada de la sequía que golpeó al país andino el cual dependía de la generación por agua. Ello dio pie para que se avanzara en la interconexión con Argentina para el transporte de gas natural, hecho que rebajaría fuertemente los costos.
En materia de lucha contra la pobreza, el crecimiento económico posibilitó que el 20 % de menores ingresos de la población aumentara un 10 % su capacidad de consumo.
En el ámbito de la infraestructura, el Ministerio de Obras Públicas (MOP), liderado la mayor parte del tiempo por el futuro presidente Ricardo Lagos, prosiguió la ruta trazada por la administración anterior, con proyectos de concesión que lograron inyectar miles de millones de dólares a carreteras y aeropuertos. Las obras más emblemáticas del periodo fueron la segunda calzada a lo largo de la Carretera Panamericana entre La Serena y Puerto Montt con una inversión de unos US$ 1500 millones y la modernización del Aeropuerto Arturo Merino Benítez de Santiago por unos US$ 200 millones. Con todo, la mayor obra del periodo y de toda la década fue la Línea 5 del Metro de Santiago, que permitió unir el centro de la ciudad con la populosa comuna de La Florida.
En materia de privatizaciones, el Estado chileno recaudó en el periodo unos US$ 1800 millones por la venta de paquetes estratégicos en las sanitarias Essel, Essal, Emos y Esval, las que se entregaron a operadores con vasta trayectoria, como el Grupo Agbar o Iberdrola con el compromiso de mejorar su gestión e invertir recursos en redes y sistemas.
También los principales puertos del país pasaron a manos privadas en el periodo, sobre la base de una política de modernización definida en 1995 y rubricada por el Parlamento. Así, en 1999 se concretó la entrega de frentes de atraque en Valparaíso, San Antonio y San Vicente a cambio de US$ 294 millones.
En este punto cabe hacer notar, por último, la incorporación de capitales privados a la Empresa Eléctrica Colbún Machicura, una de las más grandes del país, en 1997.

#### Políticas sociales

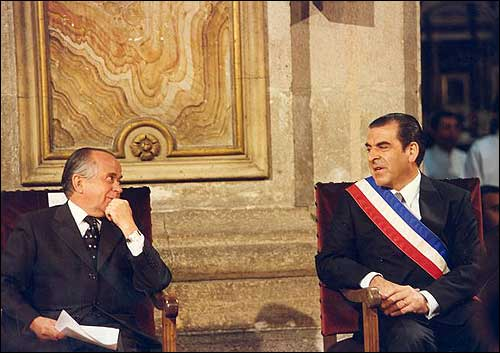
Frei Ruiz-Tagle como presidente de la República junto a su correligionario Andrés Zaldívar —quien fuera ministro de Estado durante el gobierno de Frei Montalva— como presidente del Senado.

Desde el punto de vista educacional, su administración, producto al mayor crecimiento económico, aportó más recursos al sistema, hecho que permitió avances concretos como la reforma curricular, la ampliación de la jornada escolar, el aumento de la infraestructura y la Red Enlaces. Respecto del profesorado, el mayor beneficio lo tuvo en la reforma del Estatuto Docente en el año 1995, las becas de perfeccionamiento y el aumento de los sueldos, aunque estos no quedaron satisfechos y manifestaron su disconformidad reiteradamente a través de grandes huelgas.
Mención aparte merece el anuncio de cierre del yacimiento carbonífero de Lota, dependiente de la estatal Empresa Nacional del Carbón (Enacar), realizado por el gobierno en abril de 1997. La medida, calificada de inevitable ante la imposibilidad de cumplir las metas de producción anual y de frenar los altos y crecientes costos, desencadenó un foco de agitación que solo fue solucionado meses después, por la vía de asignaciones extraordinarias de recursos fiscales. Enacar, con los 1350 trabajadores de dotación, era la principal fuente laboral de la ciudad ubicada en la zona centro-sur del país.

#### Políticas medioambientales
Muy cuestionadas fueron las decisiones que tomó en materia medioambiental. Un primer caso considerado emblemático fue la aprobación definitiva de la construcción de la planta Valdivia de Arauco en San José de la Mariquina, la cual había sido visada con condiciones en 1996 por las mismas autoridades locales reunidas en la Corema.
También generó polémica la construcción de la central hidroeléctrica Ralco de la Empresa Nacional de Electricidad (Endesa) en la región del Biobío, en tierras pertenecientes al pueblo pehuenche desde épocas ancestrales y la firma del tratado minero con Argentina, que hizo posible la instalación de Pascua Lama, y el estudio de proyectos mineros como Vicuña, Amos-Andrés, Las Flechas y El Pachón.

#### Apertura económica

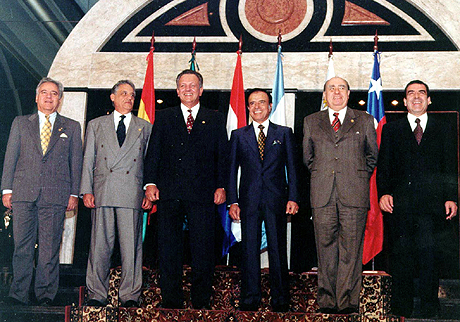
Frei Ruiz-Tagle (primero a la derecha) durante la XII Cumbre de presidentes del Mercosur en junio de 1997.

Económica y políticamente, durante su administración el país estuvo vinculado con sus vecinos y con el resto del mundo mucho más que en cualquier otro periodo anterior.
En el primer aspecto, la consolidación de una economía abierta y respetuosa de los capitales extranjeros, además de sólida desde el punto de vista macro, despejó la firma de tratados de libre comercio y acuerdos de asociación. En total fueron doce, destacándose los suscritos con Canadá, México, América Central, Perú y el Mercosur. Pendiente quedó el pacto con los Estados Unidos, el cual sería firmado en la administración siguiente. También consiguió su ingreso a la Organización Mundial de Comercio (OMC) y al Foro de Cooperación Económica Asia-Pacífico (APEC).
Otro hecho destacado fue la realización, en 1996, de la VI Cumbre Iberoamericana de jefes de Estado y de Gobierno, ocasión en la que el país acogió en Santiago y Viña del Mar a numerosos mandatarios, además del rey de España, Juan Carlos I.
Asimismo, en su periodo tuvo lugar la visita del presidente de los Estados Unidos, Bill Clinton, en 1998, quien viajó para asistir a la II Cumbre de las Américas, alabó abiertamente a Chile en la ocasión al afirmar que era un líder hemisférico y un ejemplo para toda la región por el fortalecimiento de su democracia, la apertura de su economía y por el modo como el gobierno había encarado la lucha contra la pobreza.
Por último, en el ámbito vecinal, en octubre de 1994, se aceptó el fallo de un tribunal internacional de Río de Janeiro, compuesto por cinco miembros, el cual decidió la soberanía argentina sobre Laguna del Desierto. Sumado a ello, su gobierno consiguió la aprobación del Tratado de Campos de Hielo Sur, con el que puso fin al último litigio fronterizo pendiente con Argentina, y logró la firma del Acta de Ejecución del Tratado de Lima de 1929 con Perú, el 13 de noviembre de 1999, con lo que se finiquitaron los aspectos pendientes del Artículo 5 de dicho tratado y del segundo de su Protocolo Complementario.

#### Políticas en salud
En el área de la salud, pese a casi duplicarse el gasto en sus seis años, la gestión no mejoró de modo importante. Asimismo, los problemas con los gremios fueron permanentes, en particular en el breve periodo del ministro de la cartera sanitaria, Carlos Massad, quien por ser economista y no médico desde un inicio fue rechazado por los dirigentes del sector. En el lapso se reformó el sistema de asignación a la atención municipalizada, se racionalizó el Fondo Nacional de Salud (Fonasa) y se inauguraron modernos hospitales.

#### Políticas en justicia
En el ámbito de la justicia, en 1999 puso en marcha la Reforma Procesal Penal (RPP), catalogada como la "más importante de los últimos cien años"; esta iniciativa contemplaba la introducción del juicio oral, el establecimiento de nuevos tribunales, la creación de la figura del fiscal público nacional —con el nombramiento del abogado Guillermo Piedrabuena Richard como primer titular— y, en enero de 2000, de los fiscales regionales. El nuevo modelo funcionaría a cabalidad en la administración del presidente Ricardo Lagos y supondría una revolución al sistema conocido hasta ese instante. Cabe señalar también que durante su mandato se concedieron polémicos indultos, como por ejemplo a un narcotraficante, y a Cupertino Andaur el 29 de agosto de 1996, quien había sido condenado a muerte diez días antes luego de ser declarado culpable de la violación y asesinato de un niño de nueve años.
Promulgó también una serie de leyes que buscaron potenciar la familia como núcleo fundamental de la sociedad. Entre éstas destacaban las leyes de violencia intrafamiliar, filiación, protección a la familia y la de adopciones, y dejó en marcha la tramitación del proyecto de ley que creó los tribunales de Familia, hecho que se materializó en 2005.

#### Penal de Punta Peuco

Plano del Penal de Punta Peuco, Til Til, Chile.

El 14 de junio de 1995, firmó el decreto n.° 580, con el cual se creó el «Centro de Detención Preventiva y Cumplimiento Penitenciario Especial Punta Peuco», más conocido como Penal de Punta Peuco, debido a que en ese entonces se necesitaba un lugar para que cumplieran su condena los implicados en el caso Letelier, el general en retiro Manuel Contreras y el brigadier Pedro Espinoza, ambos condenados por delitos de derechos humanos cometidos durante la dictadura militar. El arquitecto encargado de su construcción fue el entonces director de Gendarmería, el militante socialista Claudio Martínez Cerda.
El decreto también fue firmado por la ministra de Justicia, Soledad Alvear; sin embargo, ello correspondía al ministro de Obras Públicas, Ricardo Lagos, quien se opuso al proyecto y presentó su renuncia al presidente, la que finalmente no fue aceptada.

#### Detención de Pinochet en Londres
Un capítulo absolutamente aparte de su administración requiere el arresto del general Augusto Pinochet en el Reino Unido el 16 de octubre de 1998. Ese día el entonces senador vitalicio —y que hasta marzo de ese mismo año se había desempeñado como comandante en jefe del Ejército— fue retenido en una clínica londinense por orden del juez español Baltasar Garzón quien lo perseguía por las muertes de ciudadanos españoles ocurridas en Chile durante la dictadura.
El exdictador, que había llegado a Inglaterra con el fin de operarse una hernia, permaneció detenido 17 meses, volviendo al país solo días antes que finalizara el gobierno, quien había prometido traerlo de vuelta argumentando una vulneración a la soberanía del país.
De acuerdo al Ministerio de Relaciones Exteriores (Minrel), los crímenes de la dictadura se habían cometido en territorio chileno y, por lo tanto, correspondía a ese país juzgarlos. Esta política no fue respaldada por todos los miembros de la Concertación, especialmente ciertos sectores del Partido Socialista (PS) y el Partido Por la Democracia (PPD), que manifestaban su apoyo a la detención del exgobernante.
La situación se resolvió luego de que los abogados de Pinochet argumentasen que si el Reino Unido lo detenía por requerimiento del gobierno español, Chile también podía detener a Margaret Thatcher si era requerida por los gobiernos de Argentina o Irlanda. El ministro del Interior británico, el laborista Jack Straw, se vio obligado a dictaminar la realización de exámenes neurológicos y geriátricos al militar en ese entonces de 84 años; en diciembre de 1999.
Considerando el informe y la edad, Straw decidió liberar a Pinochet por razones humanitarias el 2 de marzo de 2000. El 3 de marzo aterrizó en el Pudahuel, siendo recibido por el comandante en jefe de ese momento, nombrado por el propio gobierno, Ricardo Izurieta.

#### Ministros de Estado

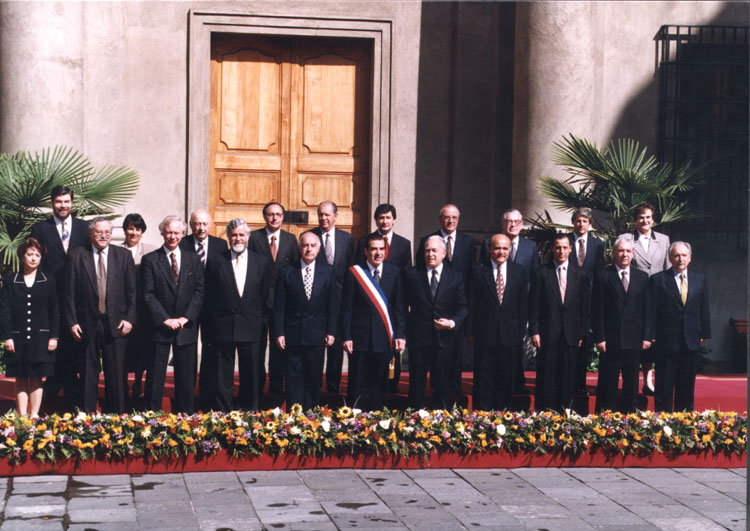
Gabinete ministerial de Frei Ruiz-Tagle hacia 1996.

### De vuelta al Senado (2000-2014)

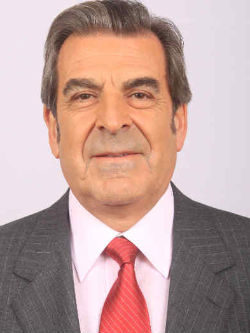
Retrato oficial de Frei Ruiz-Tagle como senador en 2010.

El 11 de marzo de 2000, hizo entrega de la presidencia a Ricardo Lagos con solo un 28 % de aprobación según la encuesta CEP de fines de 1999, la más baja de un mandatario de la Concertación. Díez días después, el 21 de marzo, se convirtió en senador vitalicio, posición que asumió de acuerdo a la Constitución Política de 1980. En esta oportunidad, integró la Comisión Permanente de Obras Públicas y la Comisión Especial sobre Seguridad Ciudadana, desempeñando la presidencia de ambas desde mayo de 2004.
Cesó el cargo el 11 de marzo de 2006, producto de la eliminación de la institución de senadores designados y vitalicios —en el contexto de las reformas constitucionales de agosto de 2005—, y desde hace esa misma fecha, asumió nuevamente como senador, pero esta vez electo de manera popular al obtener la segunda mayoría (35,86 %) en la Circunscripción n.° 16 (región de Los Ríos y que comprendió a la provincia de Valdivia y a las comunas de Osorno, San Juan de la Costa y San Pablo), en las elecciones parlamentarias de 2005.
El mismo día en que asumió su periodo legislativo, fue electo como Presidente del Senado de Chile, repitiendo lo hecho por su padre quien también fungió la misma labor luego de ser presidente de la República. En ese puesto, le ocupó hacer entrega de la banda presidencial a la socialista Michelle Bachelet, quien asumió en la misma fecha como primera mandataria mujer en la historia de su país. A nivel de gestión, integró las comisiones permanentes de Régimen Interior; la de Hacienda, que presidió; y la Comisión Especial Mixta de Presupuesto, que también presidió. Formó parte de la Comisión de Hacienda, la Especial Mixta de Presupuestos, y presidió e integró la de Obras Públicas.
En mayo de 2007, fue criticado por su visión sobre los fondos públicos, luego que en una junta de su partido, refiriéndose al dilema de estatizar o no el Transantiago —el entonces transporte público del país—, preguntó a la asamblea: "¿Le vamos a entregar a la derecha un Gobierno con 20 mil o 30 mil millones de dólares en caja? ¡Eso es una locura!".
A comienzos de 2013, comunicó públicamente su decisión de abandonar el Congreso Nacional una vez cumplido su periodo legal, lo cual se verificó el 11 de marzo de 2014. Por consiguiente, no se presentó a la reelección en las elecciones parlamentarias de noviembre de ese año por un nuevo periodo (2014-2022).

### Nueva candidatura presidencial (2009-2010)

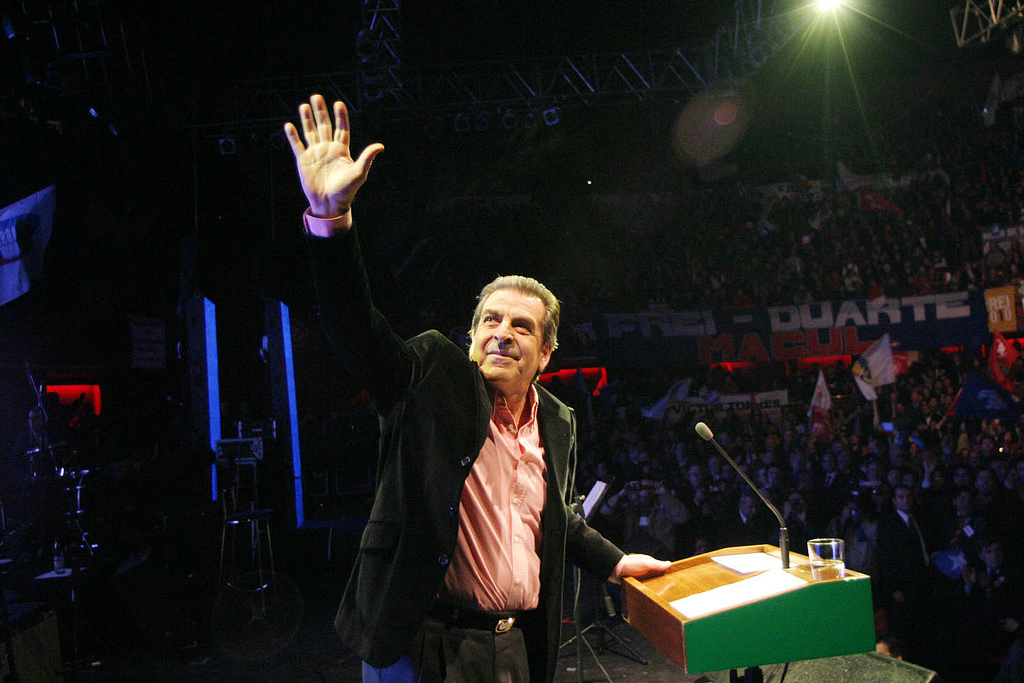
Eduardo Frei Ruiz-Tagle en el lanzamiento de su campaña presidencial de 2009 en el teatro Caupolicán de Santiago.

El 13 de diciembre de 2008, por la unanimidad de la Junta Nacional de su partido, fue proclamado precandidato presidencial de dicha colectividad con miras a la contienda electoral programada para diciembre de 2009. Dejaba en el camino así, a la expresidenta de la colectividad, la también senadora Soledad Alvear.
En su discurso de proclamación, aseguró que Chile necesitaba, para los próximos años, "un presidente y no un gerente", en directa alusión a Sebastián Piñera, economista y empresario candidato de la Coalición por el Cambio.
Tras la renuncia a una eventual candidatura por parte de José Miguel Insulza, el 5 de enero de 2009, Frei Ruiz-Tagle fue proclamado por el Partido Socialista (PS) —tienda política de Insulza—, en la convención de esa colectividad realizada el día 17 de enero. Siete días después, fue también proclamado precandidato presidencial por el Partido por la Democracia (PPD), tras lograr una abrumadora victoria sobre el senador José Antonio Gómez de 296 votos contra siete. Cabe mencionar que el PPD había quedado sin candidato a comienzos de diciembre, luego de la renuncia a la carrera del expresidente Ricardo Lagos.
El 5 de abril de 2009, superó por 64,06 % contra 35,94 % al senador José Antonio Gómez, del Partido Radical Socialdemócrata (PRSD), en las elecciones primarias organizadas para definir al candidato único de la Concertación. Esta diferencia, constatada en las regiones de O'Higgins y del Maule, le permitieron obtener finalmente la candidatura, por cuanto el margen establecido por los comandos para poner fin a la contienda interna era de veinte puntos porcentuales.
El 13 de diciembre, en la primera vuelta, consiguió un 29,60 % de los votos válidamente emitidos, superando el 20,13 % del diputado Marco Enríquez-Ominami, exPS, quien levantó su opción desde dentro del mundo concertacionista, aunque sin contar con la venia de las élites, y el 6,21 % del también exPS Jorge Arrate, quien fuera miembro de su gabinete como ministro del Trabajo y Previsión Social (1994-1998) y como secretario general de Gobierno (1998-1999). Su votación, la menor conseguida por un candidato presidencial de la coalición desde su creación en 1988, quedó casi quince puntos porcentuales bajo la del candidato de la Coalición por el Cambio (44,05% %).
Un día después, presentó su nuevo comando, con el cual buscaría captar las inquietudes del llamado mundo progresista. Para el nuevo equipo reclutó a la hasta ese momento ministra secretaria general de Gobierno, Carolina Tohá, quien asumió criticando en duros términos al candidato Piñera.

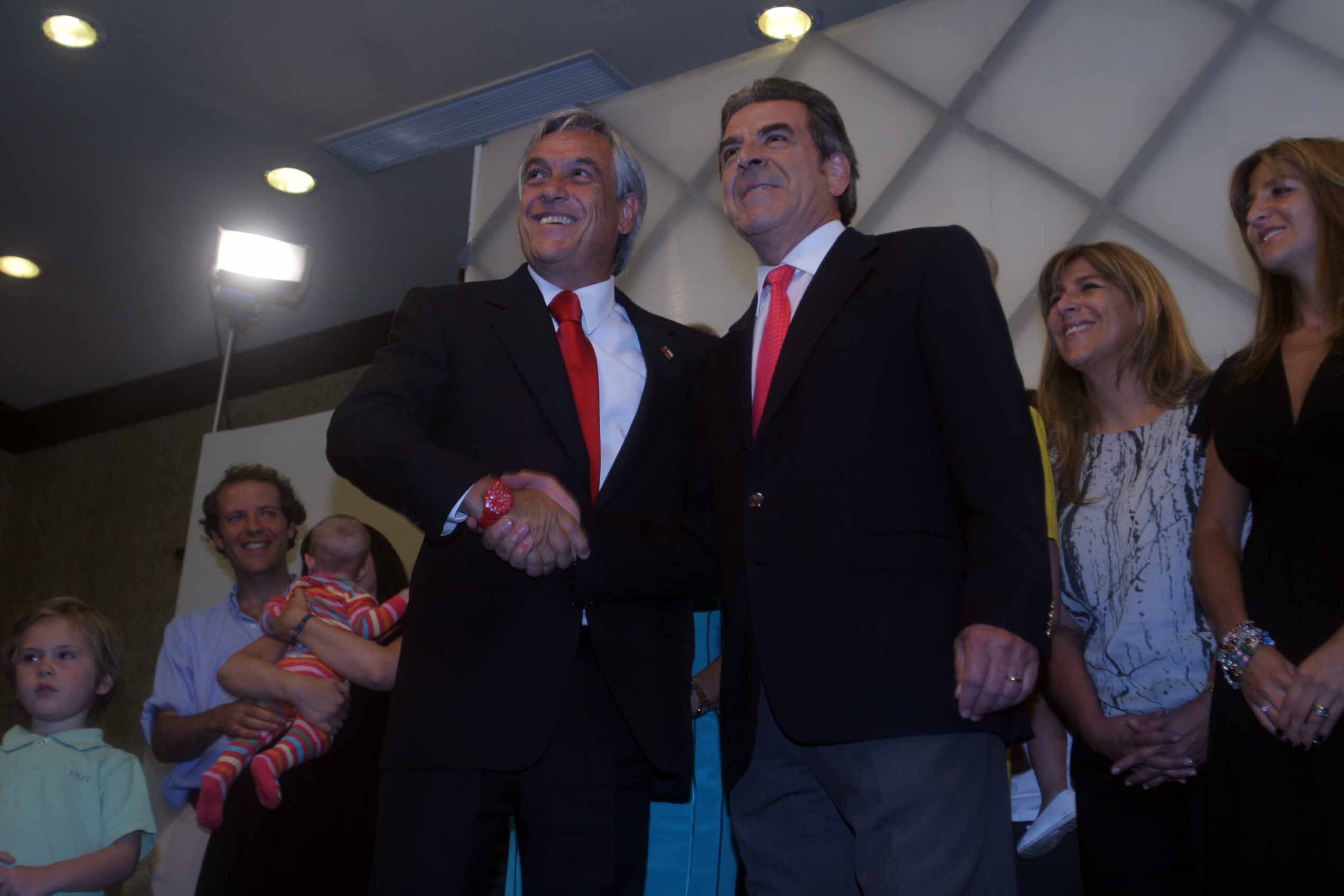
Eduardo Frei Ruiz-Tagle felicitando a Sebastián Piñera tras darse a conocer el triunfo de este en las elecciones del 17 de enero de 2010.

El 20 de diciembre recibió el apoyo explícito del pacto de izquierda Juntos Podemos Más. Al mismo tiempo, logró el apoyo del senador Alejandro Navarro, exsocialista y en aquel entonces líder del Movimiento Amplio Social (MAS). De la misma manera, integró a su equipo económico a Luis Eduardo Escobar, aliado de Enríquez-Ominami en la primera vuelta, y dio un giro programático al acoger una reforma tributaria con el fin de captar los votos que apoyaron la candidatura del independiente. A comienzos de enero ingresó a su equipo al economista Eduardo Engel, quien en un eventual gobierno debía liderar una comisión para reformar el sistema tributario del país. Asimismo, a cuatro días de la contienda, recibió el apoyo de Marco Enríquez-Ominami, quien optó por su opción argumentando "el abismo" que lo separaba de Piñera.
Pese a ello, el 17 de enero fue superado por Piñera por un margen de 222 999 votos. La derrota fue la primera de la Concertación en una elección presidencial desde su creación en 1988.

### Actividades internacionales (2014-2022)
En abril de 2014, fue designado por la presidenta Michelle Bachelet, en el marco de su segundo gobierno, como embajador extraordinario y plenipotenciario de Chile en misión especial para el Asia-Pacífico, rol que mantuvo hasta el fin de la administración, y continuó bajo la segunda de Piñera —quien lo ratificó—, dejándolo finalmente el 28 de abril de 2022, a casi dos meses de iniciado el gobierno de Gabriel Boric, para dedicarse a proyectos personales. Durante su misión diplomática, se dedicó a representar a Chile en seminarios y actividades a lo largo de toda la región, y fue clave en la definición del país en medio de la guerra comercial entre China y Estados Unidos, luego que el expresidente del primer país Donald Trump y su gabinete recomendaron no hacer negocios con la empresa Huawei.
El 22 de abril de 2016, estuvo presente, acompañado de su cónyuge, en el funeral de Estado del expresidente y correligionario Patricio Aylwin.
Por otra parte, desde junio de 2019, forma parte del «Comité Electoral Municipal» del su partido, instancia en la cual asesoró a la tienda en la búsqueda de candidatos para las elecciones de 2021. En noviembre de ese mismo año, el secretario general de la Organización de los Estados Americanos (OEA), Luis Almagro, y el presidente de la Junta Central Electoral dominicana, Julio César Castaños Guzmán, firmaron un acuerdo para la observación de las elecciones municipales de ese país del año siguiente, designándolo como jefe de la misión. En marzo de 2024, volvió a ser designado en la misma función por las mismas autoridades, de cara a las elecciones municipales de mayo de ese año.
Es miembro del «Comité Ejecutivo» del Club de Madrid y participa como conferencista permanente en la Asamblea Anual de Gobernadores del Banco Interamericano de Desarrollo (BID).

### Actividades fuera de la política (2024-presente)
Aunque alejado del ámbito político, se manifestó en tres plebiscitos nacionales que tuvo su país: 2020, 2022 y 2023; el primero fue con el objetivo de realizar una nueva Constitución Política, reemplazando a la del año 1980; el segundo realizado para aprobar el nuevo texto redactado por una asamblea constituyente, la Convención Constitucional; y el tercero con el fin de aprobar un nuevo texto, luego de que se rechazara el anterior, esta vez redactado por una entidad denominada Consejo Constitucional. En el inicial, se posicionó a favor de una nueva Constitución; en el segundo se mostró de manera férrea a la opción «rechazo» —a la propuesta de nueva Constitución—; y en el último, que fue donde obtuvo una mayor atención pública, hizo un llamado a votar por la opción «A favor», desligándose de la dirección de su partido, al igual que las veces anteriores, que apoyaba la opción «En contra»; al respecto declaró: "Este no es un voto por la extrema derecha ni por sus ideas. Es un voto que se funda en mi convencimiento de que debemos cerrar esta etapa".

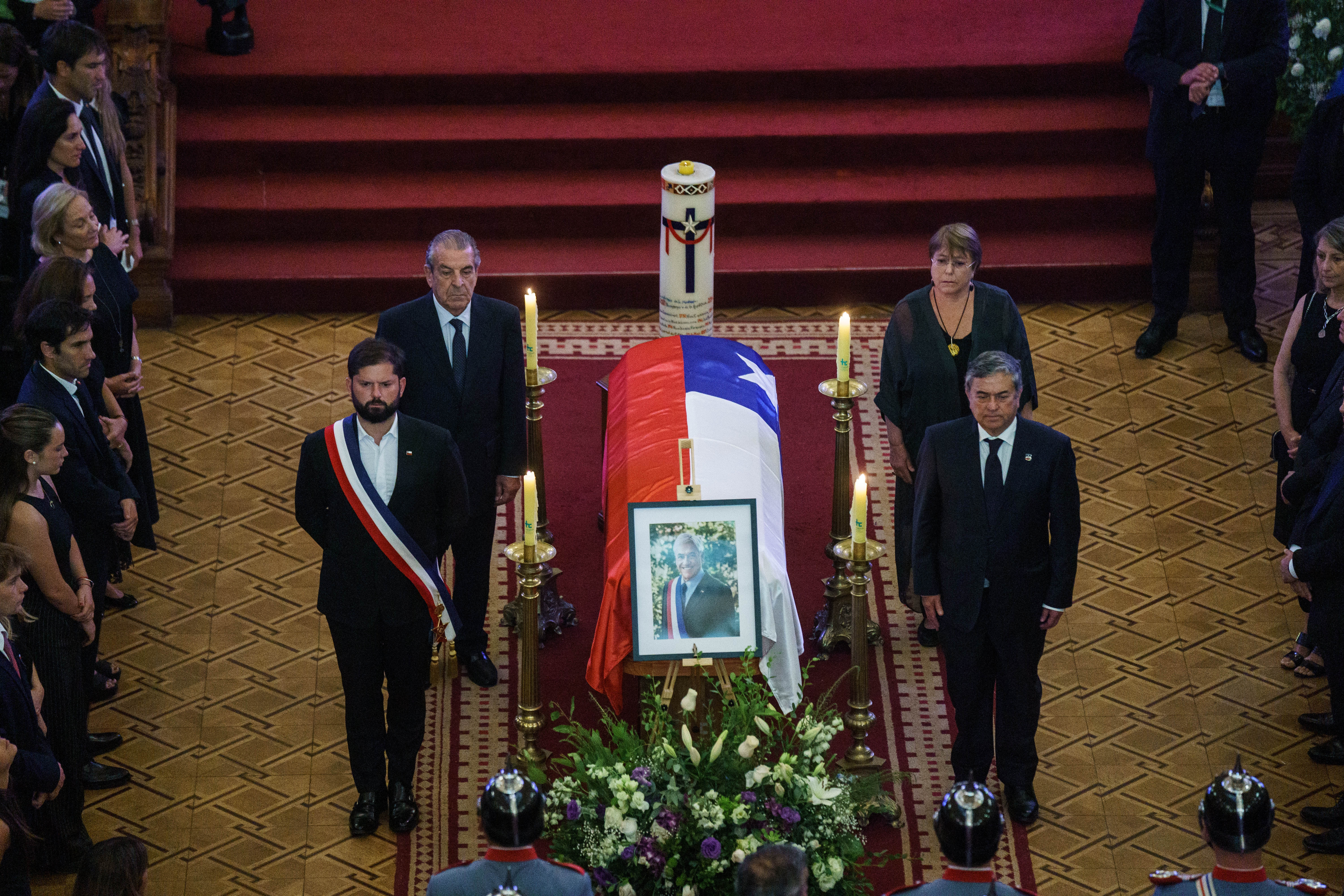
Frei Ruiz-Tagle (arriba a la izquierda) como guardia de honor durante el funeral de Estado de Piñera en el Congreso Nacional.

De la misma manera, estuvo presente el 9 de febrero de 2024, con ocasión del funeral de Estado del expresidente Sebastián Piñera, lamentando su fallecimiento y enalteciendo sus dos gobiernos, pronunciando un discurso al respecto en el velatorio; posteriormente, el 18 de junio del mismo año, asistió a un homenaje privado realizado por el grupo Libertad y Democracia (foro político de líderes de derecha y centroderecha), también dando un discurso.
En octubre de 2024, apoyó públicamente la candidatura a la alcaldía de Huechuraba de Max Luksic (independiente, en cupo UDI y apoyado por la coalición de centroderecha Chile Vamos), en contraposición de la carta del pacto Contigo Chile Mejor, que es la militante PPD Carolina Rojas Charcas. En la instancia señaló que «un gobierno comunal se trata de quién es la mejor persona para trabajar por el bienestar de los vecinos, y en el caso de Huechuraba, estoy convencido que Max Luksic es quien puede administrar la comuna de la mejor manera». Lo anterior le valió críticas por sus correligionarios de la Democracia Cristiana cómo es el caso del senador Francisco Huenchumilla, militante de la Democracia Cristiana (al igual que Frei) que cuestionó la lealtad del exmandatario hacia el partido que «le dio todos los honores que ha ejercido». Además, expresó su desconcierto sobre los motivos que llevaron a Frei a apoyar a un candidato vinculado a la derecha económica: “¿Que lo mueve a apoyar  a un candidato de la derecha económica?”, se pregunta el parlamentario por la Araucanía. Este no es el primer descuelgue del expresidente. En septiembre pasado, militantes de la DC solicitaron llevarlo al Tribunal Supremo cuando entregó su apoyo públicamente al candidato a alcalde por Osorno, Jaime Bertín (independiente), en contraposición de la carta del pacto Contigo Chile Mejor, que es el militante falangista Emeterio Carrillo.

## Distinciones y condecoraciones

Escudo de Eduardo Frei como caballero de la Orden de Isabel la Católica (España).

Escudo como caballero de la Orden de los Serafines (Suecia).

### Condecoraciones nacionales
- Gran Maestre de la Orden de Bernardo O'Higgins ( Chile, 1994-2000).[8]
- Gran Maestre de la Orden al Mérito de Chile ( Chile, 1994-2000).[8]
- Declarado «Hijo Ilustre» y distinguido con el Ancla de Oro de Antofagasta (1999).[132]

### Condecoraciones extranjeras
- Caballero de la Gran Orden del Rey Tomislav ( Croacia, 1994).[8]
- Caballero de Gran Cruz adornada con el Gran Cordón de la Orden al Mérito de la República Italiana ( Italia, 1995).[8]
- Collar de la Orden de Isabel la Católica ( España, 1995).[8]
- Comendador de la Orden El Sol del Perú  ( Perú, 1995).[8]
- Gran cruz de la Orden al Mérito de la República de Polonia ( Polonia, 1995).[8]
- Caballero de la Orden de los Serafines ( Suecia, 1996).[8]